# Härjedalen
Härjedalen – prowincja historyczna (landskap) w środkowej Szwecji, położona w Norrland. Graniczy od południa z Dalarna, od zachodu z terytorium Norwegii, od północy z Jämtland oraz od wschodu z Medelpad i Hälsingland.
Nazwa Härjedalen pochodzi z języka staronordyjskiego, w którym Herjárdalr oznacza "Dolina rzeki Härje".
Do 1645 prowincja pod nazwą Herjedalen należała do Norwegii. Na mocy traktatu w Brömsebro, kończącego wojnę duńsko-szwedzką 1643-1645 prowincja weszła w skład królestwa Szwecji.